# Passiflore à feuilles de vigne
Passiflora vitifolia
Espèce
Classification phylogénétique
La passiflore à feuilles de vigne (Passiflora vitifolia) est une espèce de plantes à fleurs de la famille des Passifloraceae. C'est un arbuste grimpant semi-ligneux originaire d'Amérique centrale et d'Amérique du Sud.
Ses grandes fleurs étoilées d'un rouge vif mesurent jusqu'à 15 centimètres exceptionnellement.
Cette liane se déroule jusqu'à 5 à 6 mètres de hauteur.
Fruits: parfumés, comestibles, ovoïdes, peau lisse brillante, jaune-vert a maturité.

## Description

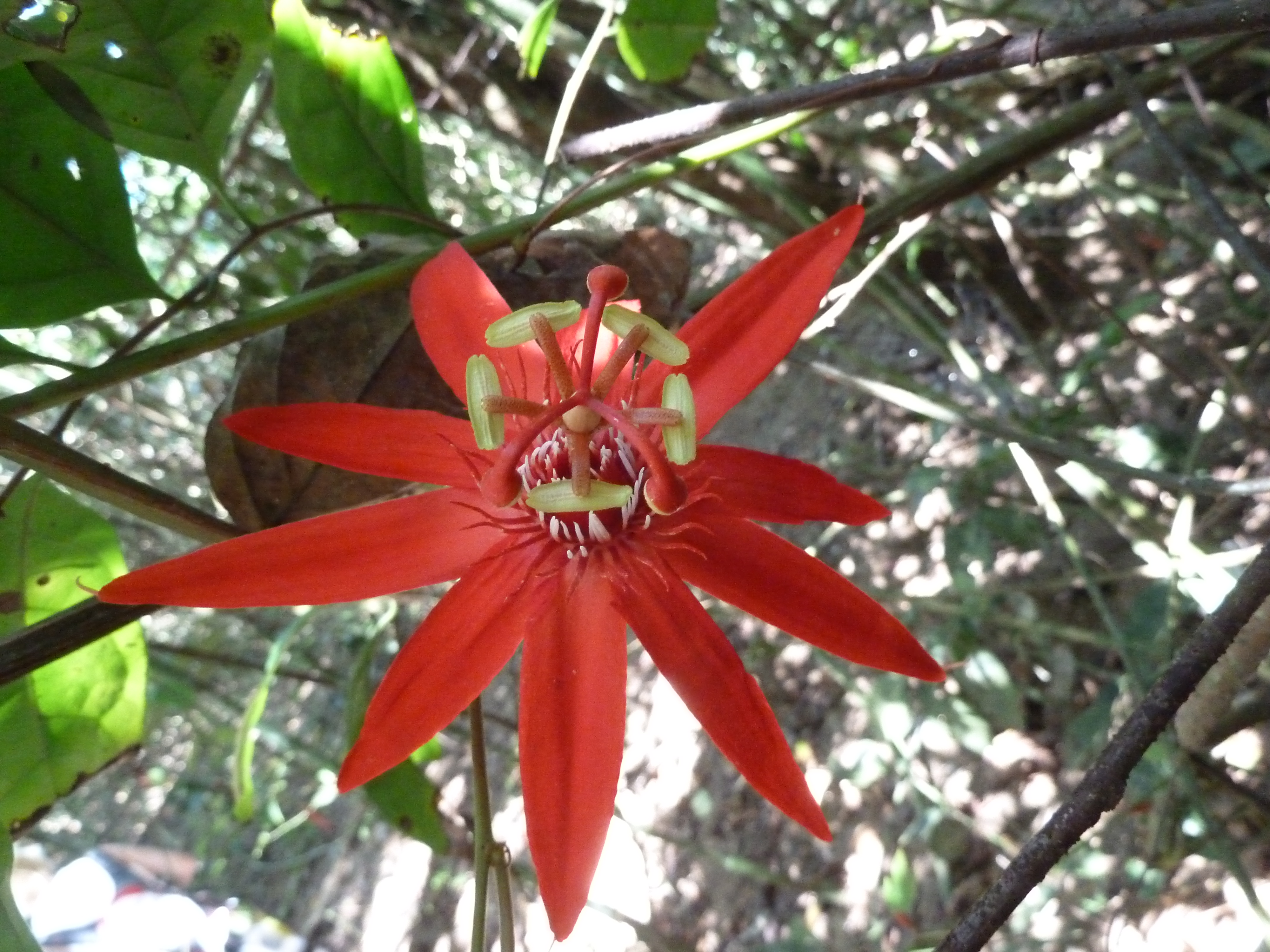
Fleur de la P. vitifolia - Parc Corcovado au Costa-Rica.

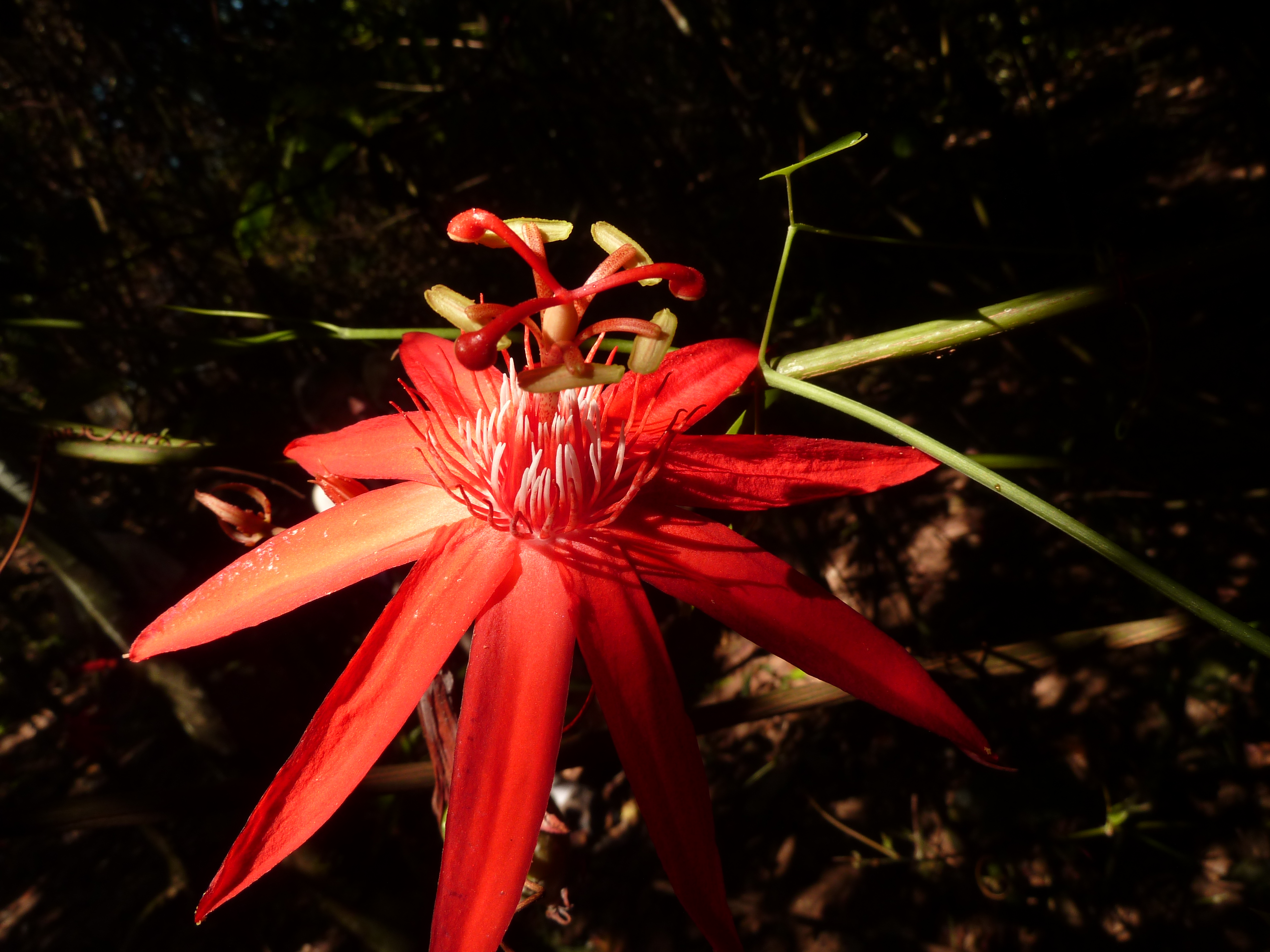

Les feuilles sont alternées, dentées, trilobées, vers le haut avec 15 cm de long et 18 cm de large.
La ressemblance avec des feuilles lobées de la vigne donne à cette fleur de la passion l'épithète spécifique, de « vitifolia, » qui signifie « feuilles de vigne »  (du Latin vitis). Les fleurs sont rouge vif, de 9 à 12 cm de diamètre. Cette liane monte haut dans la canopée, mais ses fleurs se positionnent presque toujours près du sol (à hauteur du nez !).
Le fruit est une baie de 5 cm de long et 3 cm de large, avec une chair verte piquetée de poils duveteux blancs, contenant de nombreuses graines.
Le fruit est encore assez aigre lorsqu'il se détache de la plante et peut prendre un mois pour mûrir, sa pleine saveur lui donne un gout de fraises aigres.
En raison de ce parfum du fruit, il est cultivé à petite échelle dans les Caraïbes.

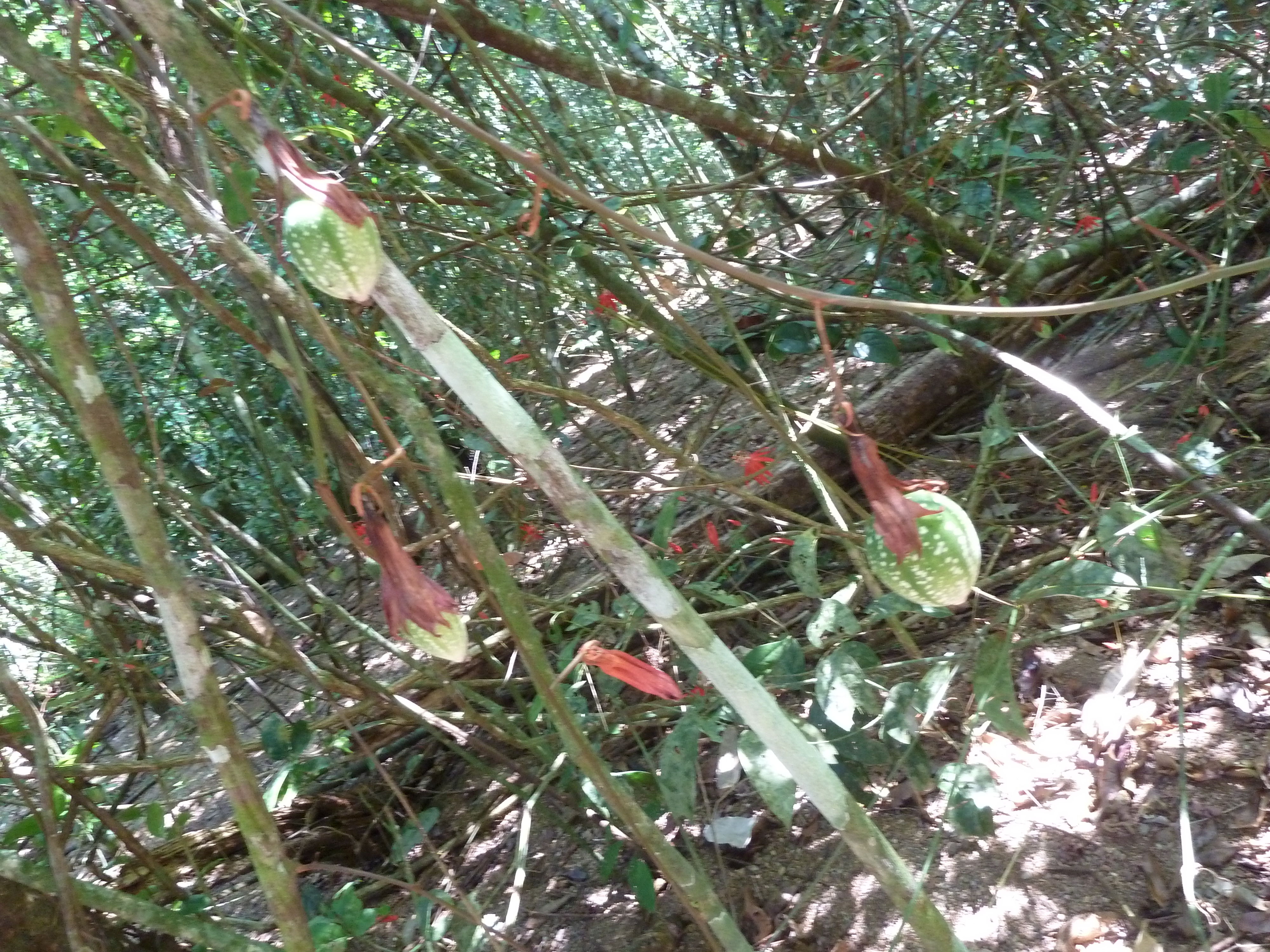
Fruits de la Passiflore à feuille de vigne - même lieu.